# Büntethetőséget megszüntető okok
A büntethetőséget megszüntető okok a Büntető Törvénykönyvben (2012. évi C. törvény) felsorolt azon okok, amelyek
az elkövető büntethetőségét megszüntetik. (Eltérnek ezektől a büntethetőséget kizáró okok).
A büntethetőséget megszünteti
a) az elkövető halála,
b) az elévülés,
c) a kegyelem,
d) a tevékeny megbánás,
e) a törvényben meghatározott egyéb ok.

## A korábbi szabályozás
A korábban hatályos 1978. évi IV. törvény II. Címében, a 32. §-ban sorolta fel - a hatályos rendelkezéssel azonos szöveggel - a büntethetőséget megszüntető okokat.